# Dombey och son
Dombey och son är en roman från 1848 av Charles Dickens. Boken handlar om den förmögna Paul Dombey, ägare till företaget i bokens titel, vars dröm är att få en son som kan ta över hans firma.  

## Handling
Paul Dombeys hustru föder en son, Paul, Jr., han har redan ett barn från sitt första äktenskap - dottern Florence, men henne ger han knappast någon uppmärksamhet. Dombeys liv kretsar kring hans företag, som startades av hans far och han måste få en son som kan driva vidare deras värv.

## Huvudkaraktärer
- Paul Dombey, bister affärsman, chef på företaget Dombey och son, som inget hellre vill än att få en son som tar vid efter honom.
- Florence Dombey, Dombeys dotter från hans första äktenskap, som trots sina ansträngningar ständigt avvisas av sin far.
- Paul Dombey, Jr., den avgudade sonen och arvtagaren, som dessvärre är väldigt sjuklig.
- Walter Gay, en anställd hos Dombey och son, som misshagar sin chef när han är blir vän med Florence.
- Edith Granger, Dombeys tredje hustru, vacker men högdragen och gifte sig inte med Dombey av kärlek.
- James Carker, konspirerande föreståndare för Dombey och son, som visar sig inte ha någon lojalitet gentemot sin arbetsgivare.

## Filmatiseringar
Romanen har filmatiserats minst fyra gånger:
- 1917 – Dombey and Son en brittisk stumfilm med Norman McKinnel som Paul Dombey och Hayford Hobbs som Walter Gay.
- 1931 – Rich Man's Folly, en löst baserad och moderniserad version som utspelar sig i USA.
- 1969 – Dombey and Son, miniserie med John Carson som Paul Dombey och Derek Seaton som Walter Gay.
- 1974 – Dombi i syn, en sovjetisk tv-pjäs med Valentin Gaft som Paul Dombey och Konstantin Raikin som Walter Gay.
- 1983 - Dombey and Son, en BBC-serie med Julian Glover som Paul Dombey, Lysette Anthony som Florence Dombey och Max Gold som Walter Gay.
- 2007 - Dombais et fils en fransk miniserie med Christophe Malavoy som Charles Dombais (=Paul Dombey).